# Гюэнос
Гюэнос (Гиенос) — древнейший город на территории современной Абхазии; был греческим полисом. Впервые упомянут мореплавателем Псевдо-Скилаком, жившем в VI веке до н. э., который в своих исторических периплах использовал сведения различных греческих географов.

## Общие сведения
При описании народов, живущих возле Чёрного моря, Псевдо-Скилак писал:

Колхи. А за этими колхи и полис Диоскуриада, и греческий полис Гюэнос, и река Гюэнос, и река Херобий, река Хоре, река Арий, река Фасис и греческий полис Фасис, и дорога вверх по реке 180 стадиев в большой варварский город, откуда была Медея; там есть река Рис, река Исис, река лайстов, река Апсар.

Предполагается, что Гюэнос, возможно, возник несколько раньше чем Диоскуриада и Эшерское городище. Первая половина VI века до н. э. — V век до н. э. были временами его наивысшего расцвета.
Топоним «Гюэнос» некоторые связывают с этнонимом «гениохи». Предполагается, что часть жителей была греками, которые занимались торговлей и ремёслами, а часть — гениохами, о чём могут свидетельствовать найденные археологами ножи из чистого железа и неравномерно науглероженной стали — их не умели делать греки, но они во множестве изготавливались местными жителями.
Жизнь Гюэноса резко прекратилась в IV веке до н. э., о чём свидетельствует то, что меотское святилище с конскими жертвоприношениями (нижеуказанное) было здесь, возможно, последним объектом.
Спустя более трёх веков здесь возникло новое поселение людей.

## Локализация местонахождения
По мнению большинства авторов, город находился в районе современного порта Очамчира, на левом берегу реки Джикумур (Чаникуара). Здесь проведены археологические раскопки древнейшего городища и обнаружено меотское святилище.

## Исследования городища
Исследования Гюэноса начаты в 1935—1936 годах археологами Л. Н. Соловьёвым, М. М. Иващенко и Б. А. Куфтиным. Раскопки выявили три основных слоя: энеолит-ранняя бронза, античность и средневековье.
Участниками Ткуарчальской археологической экспедиции найдена плинфа с надписью из семи символов, выполненными арамейским письмом и датируемая IV веком.

## Меотское святилище в Абхазии
Первые археологические раскопки святилища провёл в 1977 году М. Б. Барамидзе. Дальнейшие раскопки проводил С. М. Шамба. К античному слою отнесены нижние (более ранние) слои раскопанного меотского святилища (а именно Восточный холм № 3, датируется VI — началом IV вв. до н. э.), а также верхние (позднейшие) слои того же холма, в которых найдены погребения конских черепов с уздой кубанского облика. Три из восьми холмов комплекса были открыты в 1984 году С. М. Шамбой.

### Характеристики узды
Узда представлена железными петельчатыми удилами, бронзовыми и биметаллическими псалиями, ажурными налобниками и наносниками, выполненными в так называемом стиле елизаветинского круга. Очевидно, что изготовители узды отливали заготовки по восковой модели и подвергали их последующей гравировке.
В. Р. Эрлих сделал следующие выводы:
- тип встреченных здесь удил появляется в меотской среде ещё в VII веке до н. э., а крестовидные насадки появляются уже V в. до н. э. Аналогичные обнаружены в кургане № 11 Ульских курганов.
- тип встреченных здесь биметаллических псалий был очень редким для скифо-савроматского мира и очень распространён в меотской среде.

С. М. Шамба сделал вывод, что найденный в 1985 году налобник в виде «хищника — пантеры, припавшей на передние лапы» аналогичен налобнику из меотского святилища № 2 Ульских (Уляпских) курганов.

### Аналогичные артефакты
Все артефакты аналогичны артефактам Уляпских, Елизаветинских курганов, из святилища некрополя II-го Тенгинского городища (биметаллические псалии), Говердовских курганов 6 и 7 (биметаллические псалии), Воронежского кургана № 19, а также курганов у станиц Гурийской и Кужорской. Указанный круг аналогичных памятников также датируется второй половиной IV века до н. э. Высокая вероятность того, что все эти артефакты — продукция одной меотской мастерской указанного времени.

## Характеристики обряда жертвоприношения и аналогии
Культ коня отчётливо проявился ритуальным конским жертвоприношением, характерным и для протомеотское времени (Пшиш I), аналогичный обряд установлен и в других меотских святилищах IV века до н. э., а именно в Уляпских, Тенгинских, Воронежских, Гавердовских. Вывод: в городище Гюэнос во второй половине IV века до н. э. совершались конские жертвоприношения по меотскому обряду.

## Историческая реконструкция
Исходя из археологических данных, учёные предполагают, что внезапное запустение Гюэноса связано с появлением здесь меотских конных отрядов из Прикубанья, которые разрушили поселение и совершили здесь жертвоприношение.

## Свинцовый саркофаг
В августе 2021 года объединённая российско-абхазская археологическая экспедиция обнаружила на месте древнего Гюэноса под основанием античного храма невероятную находку — большой свинцовый саркофаг. Это единственная находка на территории Абхазии. Некоторые исследователи сравнивают абхазский свинцовый саркофаг с французским, найденным в 2020 году неподалёку от Дижона. Учёные отмечают внешнее сходство и возраст — 1500 лет.